# Alba Kör
Az Alba Kör elsősorban pacifista békeszervezet, amely 1990–2004 között fejtette ki aktív tevékenységét. Bejegyzett egyesületként 2014-ben szűnt meg.

## Alapítása
A rendszerváltást megelőző átmeneti időszakban a társadalmi és nemzetközi nyomásnak engedve, több polgári szabadságjogokat érintő jogszabály is megszületett. Ezek egyike bevezette a fegyvermentes katonai és a polgári szolgálatot. Mindkettő meghosszabbított szolgálati idővel próbálta kedvét szegni a fegyveres katonai szolgálatot elutasító fiataloknak. Emellett a kérelmezők indokait bizottság vizsgálta, az engedélyezésről pedig a hadkiegészítő parancsnok döntött.

### Az alapítók
Kiss István és Kotász Zoltán is kérelmezte, hogy sorkatonai szolgálat helyett polgári szolgálatot teljesíthessenek. Egy, a III. Kerületi Tanács épületében tartott januári bizottsági kihallgatáson ismerkedtek meg egymással és mindketten hiányolták egy érdekvédelmi szervezet támogatását. 
Szász Péter elvi és politikai okokból is elutasította a katonai szolgálatot és a polgári szolgálatot is megalázónak tartotta, ezért 1988-as első behívója elől ideiglenesen külföldre távozott. Egy szerencsés bürokratikus anomáliának köszönhetően a hadkiegészítő parancsnokságon vezetett kartonját megsemmisítették, így "kikerült a rendszerből". Ennek ellenére, továbbra is magáénak érezte sorstársai problémáját, így amikor a Hazafias Népfornt szatelitaszervezeteként működő Béketanács tőlük független résztvevőt keresett a Service Civil International (SCI) olaszországi konferenciájára, elfogadta a meghívást. Itt ismerte meg a War Resisters' International (WRI) által koordinált nemzetközi katonai szolgálatmegtagadó mozgalmat, melynek magyarországi szekciójának megalapításához annak éves közgyűlésén ajánlottak fel neki segítséget. A Béketanács egyik alkalmazottja kapcsolatban állt Csapody Tamással a Bokor Katolikus Bázisközösségtől, aki Kiss Istvánhoz, ő pedig Kotász Zoltánhoz irányította, mint olyan személyhez, aki szívesen részt venne szervezet alapításában, amely a katonai szolgálatot különböző okokból megtagadók érdekvédelmét szolgálná. Az egyesület megalapítását hosszú vajúdás előzte meg, mert a leendő alapítók világnézeti különbségei miatt nehezen tudtak megegyezni egy mindenki számára elfogadható alapító nyilatkozatról. Szász Péter, aki az alapító nyilatkozatot és az alapszabályt fogalmazta, harcosabb kiállást szeretett volna, míg Csapody Tamás és Kiss István türelmesebb, vallásos-pacifista mozgalmat látott volna szívesen. Végül Kotász mediációjával kialakult egy kompromisszumos, konszenzusos alapítólevél és néhány újabb érdeklődő közreműködésével megtartották az alakuló közgyűlést.

### Megalakulása
Az egyesület hivatalos alakuló közgyűlését 1990. május 15-én, a lelkiismereti okból történő katonai szolgálatmegtagadás nemzetközi napján a budapesti, józsefvárosi Bláthy Ottó utca 15. szám alatti egykori Fidesz irodában tartotta. A szervezet Alba Kör – Katonai Szolgálatmegtagadók Szövetsége néven alakult meg, ami a fenti kompromisszum eredménye volt. 

## Tevékenysége

### Az első év
Az Alba Kör akkor alakult, amikor a – rendszerváltás után – a Honvédség megítélése igencsak vegyes volt. A tisztek mind korábbi párttagok voltak, a laktanyák leromlottak és nagy igény mutatkozott a társadalom részéről a civil kontrollra. Az új, független pacifista mozgalom egyfajta vákuumba érkezett, amely kezdetben jelentős sajtónyilvánossághoz segítette hozzá.
Az egyesület rögtön az első évben elfogadta a WRI felkérését annak éves közgyűlésének megszervezésére, amit 1990 augusztusában Farkas István és Szász Péter szervezésében sikeresen le is bonyolított.
Az Alba Kör első nagyobb nyilvánosságot kapott akciója 1990 őszén a honvédelmi törvény módosítása előtti és közbeni lobbizása volt. Javaslataival sikerült elérnie, hogy a polgári szolgálat kérelmezése átláthatóbbá, a szolgálati körülmények pedig könnyebbé váltak (ekkor szűntek meg a bizottságok, amelyek – némiképp a régebbi abortusz-bizottságok mintájára és hangulatát idézve – a kérelmezők indokait vizsgálták).

### Átalakulás
Az egyesület második közgyűlésen a Bokor Katolikus Bázisközösség hívei már szervezetten vettek részt és kiszorították a radikális kisebbséget az egyesület vezetéséből. Ennek megfelelően, az egyesület neve ALBA Kör – Erőszakmentes Mozgalom-ra változott és szerteágazóbb békemozgalmi tevékenységet kezdett folytatni.
A Bázisközösség informális országos hálózata nagyban hozzájárult ahhoz, hogy az egyesület fővárosi alakulása után rövidesen országos szerveződéssé nőtt, számos helyi csoporttal és az 1990-es évek végére 700 főt meghaladó taglétszámmal. Jelentősebb kérdésekben a szervezet közgyűlése határozott, míg a közgyűlések között ügyvivői testület irányította a Kört. Az alapítók mellett a szervezet tevékenységében, irányításában nagyjából 20 fő vett részt meghatározó jelleggel.
A Kör tagja Mahátma Gandhi, Lev Nyikolajevics Tolsztoj, Henry David Thoreau és Schmitt Jenő Henrik szellemisége nyomán az erőszakmentesség legtágabban vett értelmezésével az antimilitarizmus – tehát többek között a katonai szolgálat vagy a fegyverhasználat elutasítása – mellett a természet és környezetvédelem képviseletére, a kulturális és gazdasági erőszak leleplezésére és visszaszorítására szerveződtek.
A következő két évben, 1991–92-ben az Alba Kör – népszavazást kezdeményezve – aláírást gyűjtött a hadkötelezettség eltörlésének érdekében. A szükséges aláírás-számot nem sikerült elérniük (ebben valószínűleg jelentős szerepet játszott az időközben kirobbant délszláv háborút kísérő fenyegetettség-érzet), az akció sajtónyilvánossága viszont hozzájárult, hogy a hadkötelezettség megszüntetésének lehetősége a közbeszéd részévé vált.
A Kör volt az egyik kezdeményezője az aktívan 1993 és 2004 között működő Hadkötelezettséget Ellenzők Ligája létrehozásának, illetve az Erőszakellenes Fórumnak. (Mindkét tömörülés fő szervezője és szóvivője Farkas Henrik fizikus volt.)
Az egyesület 1994-től saját irodát nyitott az V. kerületi Balaton utcában (nem messze a Honvédelmi Minisztérium épületétől), az irodában jogsegélyszolgálatot működtetett polgári szolgálatot kérelmező, illetve katonai szolgálatot elutasító fiatalok számára. Ebben az évben az Alba Kör sikeresen pályázott az Európai Unió által finanszírozott PHARE demokrácia mikro-projektre, amelynek keretében 1994–95-ben többek között fotókiállítást rendeztek a budapesti Néprajzi Múzeumban a vajdasági katonaság-megtagadásokról, és emberi jogi jelentés készült a magyarországi katonai szolgálatmegtagadás, valamint a polgári szolgálat helyzetéről.
Az Alba Kör kiadásában megjelenő MintHa című kulturális folyóirat 1994 és 1996 között négy számot ért meg.
Az 1990-es évek második felében az Alba Kör számított az egyik legismertebb magyar NATO-ellenes szervezetnek. Kampánya során a Kör a civil tiltakozás minden lehetséges eszközét bevetette; tüntetések, sajtótájékoztatók és különféle felügyeleti szervekhez benyújtott panaszok (adatvédelmi biztos, Országos Rádió és Televízió Testület, Országos Választási Bizottság, Alkotmánybíróság) mellett polgári engedetlenségi akciót is végrehajtottak (NATO-Expressz elindulásának fizikai akadályozása).
A Kör tevékenysége és a médiában megjelenő kommunikációja jelentősen hozzájárult, hogy a polgári szolgálat kérvényezése egyre könnyebbé, a szolgálati kötelezettség fenntartása, hatósági betartatása pedig egyre nehezebbé vált hazánkban. Hosszas társadalmi és szakmai viták után 2004 novemberében, parlamenti határozat nyomán szűnt ment a békeidőbeli sorkötelezettség Magyarországon.
Megalakulásától kezdve a tevékenysége beszüntetéséig a szervezet minden évben megemlékezést (csendes virrasztást) tartott augusztus 5–6-án, a hirosimai atomtámadás évfordulóján a budapesti Kossuth téren. (A bomba ledobása japán idő szerint 1945. augusztus 6-án, reggel történt, de az emlékezés egyidejűsége miatt a budapesti demonstráció már hamarabb, előző nap elkezdődött.) Nem csak a múltra, de a jelenre is érvényes, hogy jóvátehetetlen bűnt követ el minden állam, amely háborút indít, vagy az agresszió bármilyen eszközéhez nyúl – figyelmeztetett a Kör az évforduló kapcsán évről évre.
Az Alba Kör tagja volt több nemzetközi szövetségnek, például a londoni székhelyű, háborúellenes War Resisters’ Internationalnek (WRI), vagy a katonai szolgálatmegtagadókat összefogó brüsszeli European Bureau for Conscientious Objectionnak (EBCO).
A Magyar Narancs folyóirat olvasói az Alba Kört három alkalommal választották meg az év legrokonszenvesebb civil szervezetének.